# Støjskærm
En støjskærm er en konstruktion, der er placeret langs veje og lignende for at reducere gener fra trafikstøj fra biler, lastbiler og andre køretøjer.
| Veje og vejanlæg | Spire Denne artikel om veje eller vejanlæg er en spire som bør udbygges. Du er velkommen til at hjælpe Wikipedia ved at udvide den. |